# Aedes furcifer
Aedes furcifer é um espécie de mosquito do género Aedes, pertencente à família Culicidae.